# Championnat d'Ouganda de football 2000
Navigation
Édition précédente Édition suivante
La saison 2000 du Championnat d'Ouganda de football est la trente-et-unième édition du championnat de première division ougandais. Les équipes engagées sont regroupées au sein d'une poule unique où elles affrontent deux fois leurs adversaires, à domicile et à l'extérieur. En fin de saison, afin de permettre le passage de la Super League à 15 clubs, les sept derniers du classement sont relégués et remplacés par les cinq champions régionaux de deuxième division.
C'est le club de Villa SC, double tenant du titre, qui remporte à nouveau cette saison après avoir terminé en tête du classement, avec cinq points d'avance sur Kampala City Council et dix sur Express FC. C'est le douzième titre de champion d'Ouganda de l'histoire du club, qui réussit le doublé en s'imposant en finale de la Coupe d'Ouganda face au club de Military Police FC.

## Participants
- Dairy Heroes
- Villa SC
- Kampala City Council
- Simba FC
- Express FC
- Police FC
- Nile Breweries FC
- State House Fc
- Arua Municipal Council - Promu de D2
- Military Police FC
- Mbarara United - Promu de D2
- SCOUL FC
- UPDF FC Bombo - Promu de D2
- Iganga Town Council
- UTODA FC - Promu de D2
- Health FC
- Kakira Sugar Works FC - Promu de D2

## Compétition

### Classement
Le classement est établi sur le barème de points classique : victoire à 3 points, match nul à 1, défaite à 0.
| Rang | Équipe                  | Pts | J  | G  | N  | P  | Bp | Bc | Diff |
| ---- | ----------------------- | --- | -- | -- | -- | -- | -- | -- | ---- |
| 1    | Villa SC'T'C            | 75  | 30 | 24 | 3  | 3  | 87 | 19 | +68  |
| 2    | Kampala City Council    | 70  | 30 | 23 | 1  | 6  | 76 | 23 | +53  |
| 3    | Express FC              | 65  | 30 | 20 | 5  | 5  | 53 | 24 | +29  |
| 4    | SCOUL FC                | 48  | 30 | 14 | 6  | 10 | 37 | 28 | +9   |
| 5    | Military Police FC      | 47  | 30 | 13 | 8  | 9  | 32 | 32 | 0    |
| 6    | Simba FC                | 46  | 30 | 12 | 10 | 8  | 38 | 27 | +11  |
| 7    | Mbarara United FCP      | 46  | 30 | 11 | 13 | 6  | 45 | 39 | +6   |
| 8    | Police FC               | 46  | 30 | 12 | 10 | 8  | 35 | 24 | +11  |
| 9    | Dairy Heroes            | 44  | 30 | 12 | 8  | 10 | 36 | 41 | -5   |
| 10   | Iganga Town Council     | 42  | 30 | 10 | 12 | 8  | 32 | 29 | +3   |
| 11   | Nile Breweries FC       | 36  | 30 | 9  | 9  | 12 | 26 | 44 | -18  |
| 12   | Health FC               | 34  | 30 | 9  | 7  | 14 | 34 | 45 | -11  |
| 13   | UTODA FCP               | 23  | 30 | 4  | 11 | 15 | 29 | 49 | -20  |
| 14   | Arua Municipal CouncilP | 14  | 30 | 2  | 8  | 20 | 27 | 70 | -43  |
| 15   | Kakira Sugar Works FCP  | 12  | 30 | 2  | 6  | 22 | 17 | 61 | -44  |
| 16   | UPDF FC Bombo FCP       | 12  | 30 | 3  | 3  | 24 | 16 | 65 | -49  |
|      | State House FC abandon  | 19  | 25 | 4  | 7  | 14 | 24 | 54 | -30  |

|  | Qualification pour la Ligue des champions de la CAF 2001 et la Coupe Kagame inter-club 2001 |
|  | Qualification pour la Coupe des Coupes 2001                                                 |
|  | Qualification pour la Coupe de la CAF 2001                                                  |
|  | Relégation en deuxième division                                                             |
|  | Abandon en cours de saison                                                                  |
|  | T : Tenant du titre C : Vainqueur de la Coupe d'Ouganda P : Promu de deuxième division      |

## Bilan de la saison
| Championnat d'Ouganda de football 2000                             | |
| Champion                                                           | Villa SC (12e titre)                                                                                           |
| Coupes et trophées                                                 | |
| Vainqueur de la Coupe d'Ouganda 2000                               | Villa SC |
| Qualifications continentales                                       | |
| Ligue des champions de la CAF 2001                                 | Villa SC |
| Coupe d'Afrique des vainqueurs de coupe de football 2001           | Military Police FC                                                                                             |
| Coupe de la CAF 2001                                               | Kampala City Council                                                                                           |
| Coupe Kagame inter-club 2001                                       | Villa SC |
| Promotions et relégations                                          | |
| Promus en Championnat d'Ouganda de football                        | Rockstars Tororo FC Black Rhinos FC Horizon FC Chicago FC Kampala Masaka Local Council                         |
| Relégués en Championnat d'Ouganda de football de deuxième division | Arua Municipal Council Kakira Sugar Works FC UPDF FC Bombo UTODA FC Health FC State House FC Nile Breweries FC |